# Rathaus an der Trostbrücke

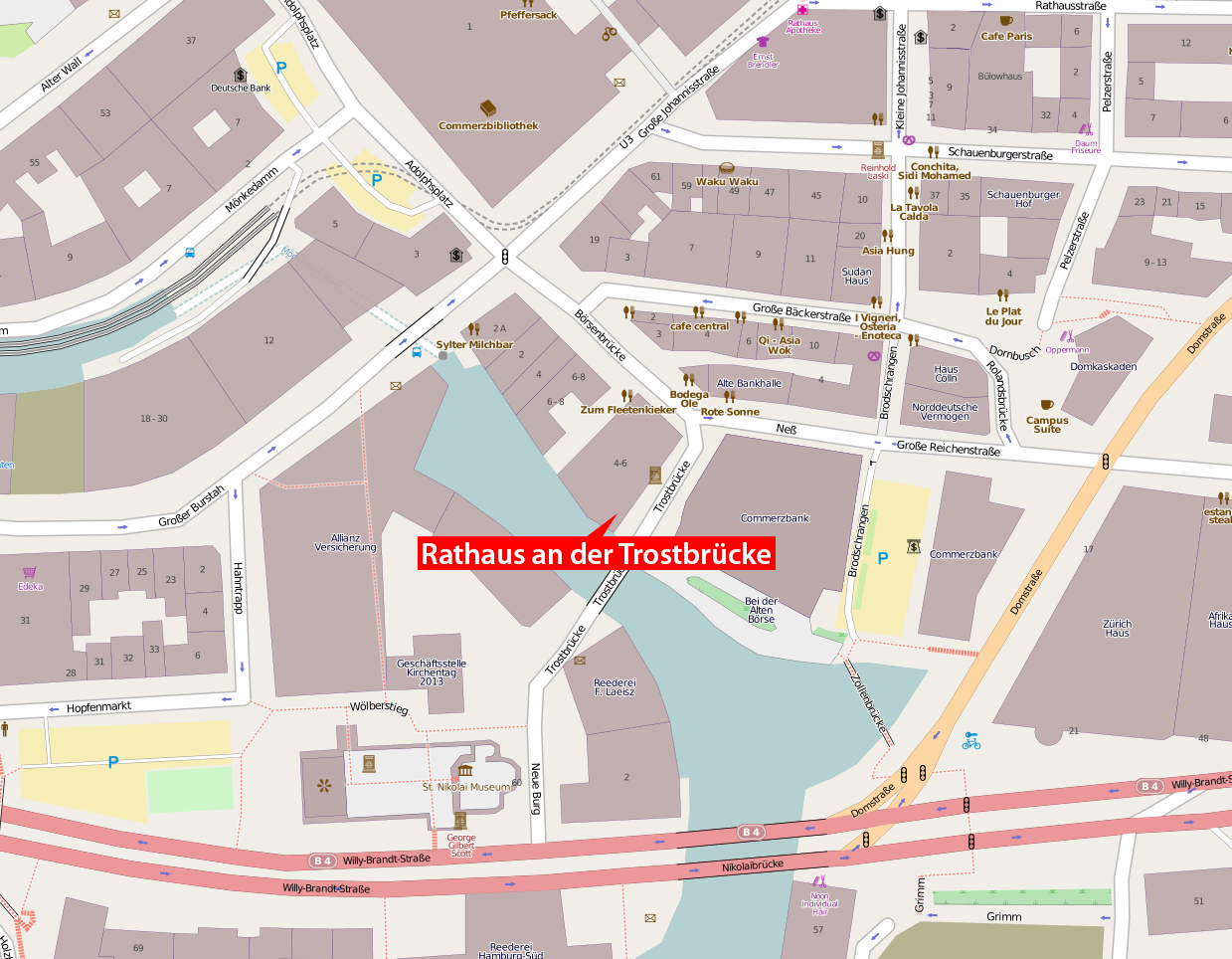
Karte des Rathauses an der Trostbrücke.

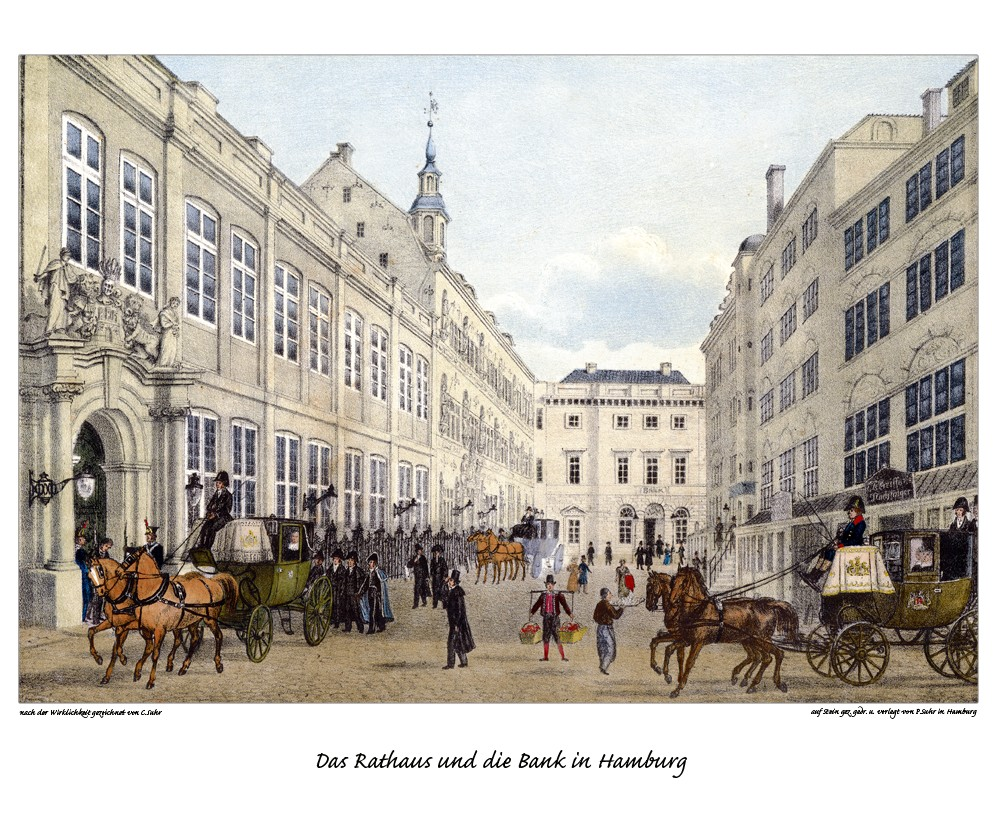
Rathaus und Bank auf einer Lithografie der Gebrüder Suhr, um 1840

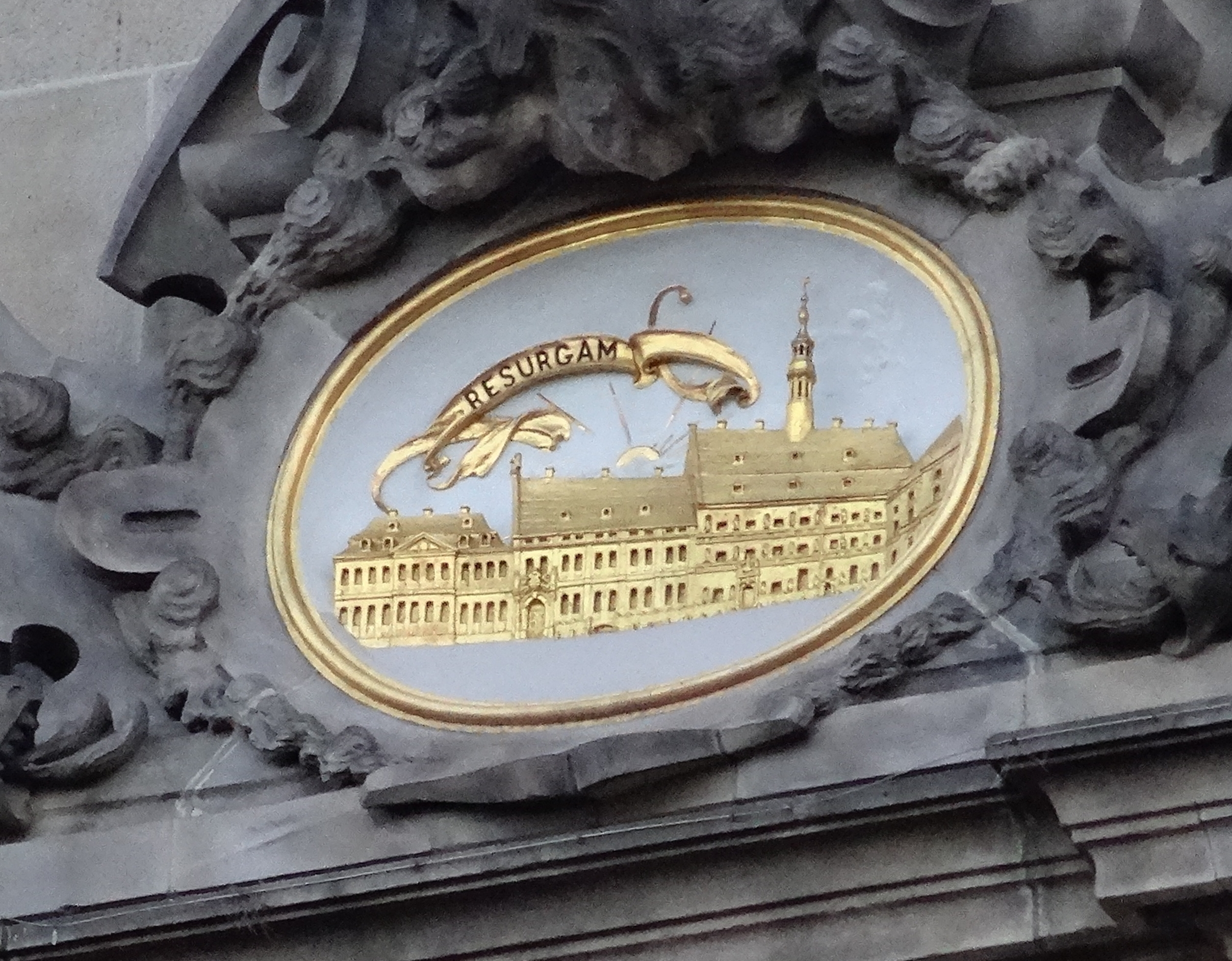
Altes Rathaus auf einem Medaillon am Turm des neuen Rathauses

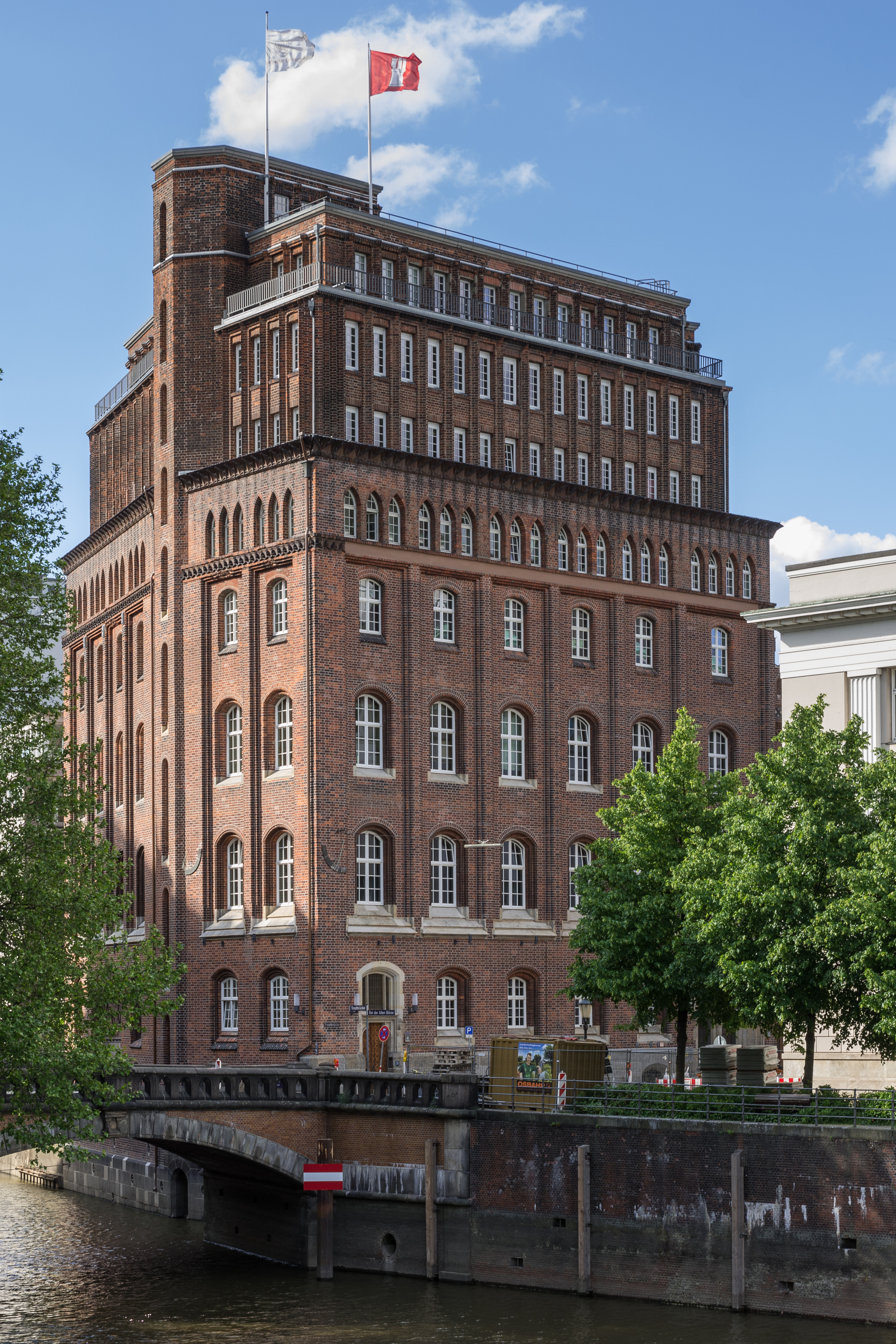
Heute anstelle des alten Rathauses: Das Haus der Patriotischen Gesellschaft

Das Rathaus an der Trostbrücke (auch bezeichnet als lat. consistorium) war von 1290 bis 1842 Sitz der Bürgerschaft und des Rates bzw. Senates der Freien und Hansestadt Hamburg. Es wurde im Großen Brand 1842 zerstört. An seiner Stelle steht heute das Haus der Patriotischen Gesellschaft von 1765 (erbaut 1845–1847), das bis zur Einweihung des heutigen Hamburger Rathauses 1897 ebenfalls einige Zeit als Sitzungsort der Bürgerschaft diente.

## Geschichte
Das Rathaus am Neß an der Trostbrücke wurde um 1290 erbaut. Die Grundfläche dieses Backsteinbaus samt zweigeschossiger Halle betrug 26 × 17 Meter. Im Laufe der Zeit wurden zahlreiche bauliche Veränderungen vorgenommen. Neben dem Niedergericht wurde zu Beginn des 17. Jahrhunderts ein Renaissance-Anbau errichtet. 1619 zog die Hamburger Bank mit ein. Dieses wirtschaftliche und politische Zentrum Hamburgs wurde 1842 gesprengt, um das Feuer des Hamburger Brands aufzuhalten. Einige Standbilder von deutschen Kaisern, die seit 1640 an der Fassade dieses Rathauses eingefügt waren, sind erhalten geblieben und nun an der Außenfassade des Museum für Hamburgische Geschichte zu sehen. Auch sind mit Brandschutt verschmolzene Silberbarren des Silberschatzes im Phönix-Saal des Rathauses ausgestellt.
Der Bau dieses Rathauses erforderte den Abriss mehrerer Gebäude, deren Fundamente nach dem Hamburger Brand von 1842 freigelegt wurden. Diese Fundamente aus Trassmörtel und Klinkermauerwerk waren an der der Alster zugewandten Seite mit Granitquadern verkleidet. Zudem wurde eine Vielzahl an Pfählen freigelegt, die nicht zu den Grundrissen des Rathauses passten und daher zu anderen, älteren Gebäuden gehört haben müssen.
Das genaue Baujahr des Rathauses an der Trostbrücke ist nicht überliefert. Dennoch helfen verschiedene Indizien diesen Zeitraum einzugrenzen. Eine zwischen 1681 und 1701 von Peter Schenck dem Älteren herausgegebene Ansicht des Rathauses gibt im Titel das Jahr 1276 als das Erbauungsjahr an (Het Rathuis gebout in het Jaar 1276: na der hant in het Jaar vergroot en vernieut), und von Hövelen führt in Einige u. s. w. der Stadt Hamburg sonderbar nützliche Gedächtnisse u. s. w. 1668, Seite 9, an: „Nach eingeholeter guten Nachricht wird hiemit berichtet, wie Anno 1276 erst gedachte 2 Rathshäuser zu Hamburg in Eins gezogen, und nur eine Dingebank (Geter Schenrichtshaus) angestället worden.“ Mit Sicherheit lässt sich das Rathaus an der Trostbrücke erst für das Jahr 1292 nachweisen, in dem Johannes Seinkel dem Hamburgischen Kapitel eine Rente von 11 Mark und 110 Pfennigen für das Rathaus bei der Trostbrücke hinterließ. In Der Stadt Hamburg Erbe- und Rente-Buch ist das Rathaus an der Trostbrücke erstmals für 1350 und 1351 erwähnt.
Die Maße des Gebäudes werden mit 89 Fuß (Front), 62 1/2 Fuß (Südseite), 58 1/2 Fuß (Nordseite) und 87 3/4 Fuß (Wasserseite) beschrieben. Hierbei ist zu Bedenken, dass ein Hamburger Fuß 286,5715 mm entspricht. Daraus ergeben sich folgende Abmessungen in Metern: 25,504 m × 17,911 m × 16,764 m × 25,147 m. Der Backsteinbau ist in graphischer Darstellung erst seit dem 17. Jahrhundert dokumentiert. Die vorhandenen Darstellungen sind in der Regel weder maßstabs- noch detailgetreu. Die älteste Ansicht des Rathauses findet sich auf einem die Hamburgische Börse darstellenden Kupferstich des Holländers Jan Dircksen aus Campen, der seit spätestens 1613 in Hamburg lebte. Dem Kupferstich mit den Maßen 17 × 11 Zoll  sind am unteren Rand sechzehn deutsche Verse von P. M. A. JC. beigegeben. Das Rathaus ist nur im Anschnitt dargestellt, zeigt jedoch das Portal in seiner ursprünglichen Form.
Neben dieser Darstellung existiert ein weiterer Kupferstich des gesamten Rathauses von Hieronimus von Henßbergen (vermutlich von 1677) – 18 1/2 Zoll breit und 14 1/2 Zoll hoch  – mit der Darstellung von Caspar Hasses Fontaine- und Kunst-Meisters neuen Schlangen-Brandt-Spritzen. Die tatsächliche Anzahl der Fenster weicht allerdings in der auf dieser Version gezeigten Anzahl ab.
1599 wurde ein Wohnhaus nördlich des Rathauses abgebrochen und auf seiner Fläche ab 1601 ein Anbau errichtet. Der Anbau über drei Stockwerke erhielt ab 1649 eine Erweiterung. Beide Neubauten wurden durch eine einheitliche Fassadengestaltung angeglichen und mit Dachreitern versehen. 1649 entstand auf dem Dach auf Höhe der Trennmauer zwischen beiden Gebäuden ein kleiner Turm, in dem eine Schlaguhr angebracht war. 1651 zog die Hamburger Bank in die Räume des Erdgeschosses des Erweiterungsbaus ein.

## Architektur
Von dem alten Rathaus konnte einige Bauteile vor der Zerstörung bewahrt werden, sie waren einige Jahre eingelagert und wurden dann von Fritz Schumacher beim Bau des Museums für Hamburgische Geschichte in dessen Ausstellung und Außengelände als Architekturfragmente aufgenommen.

### Portal der kleinen Rathaustür

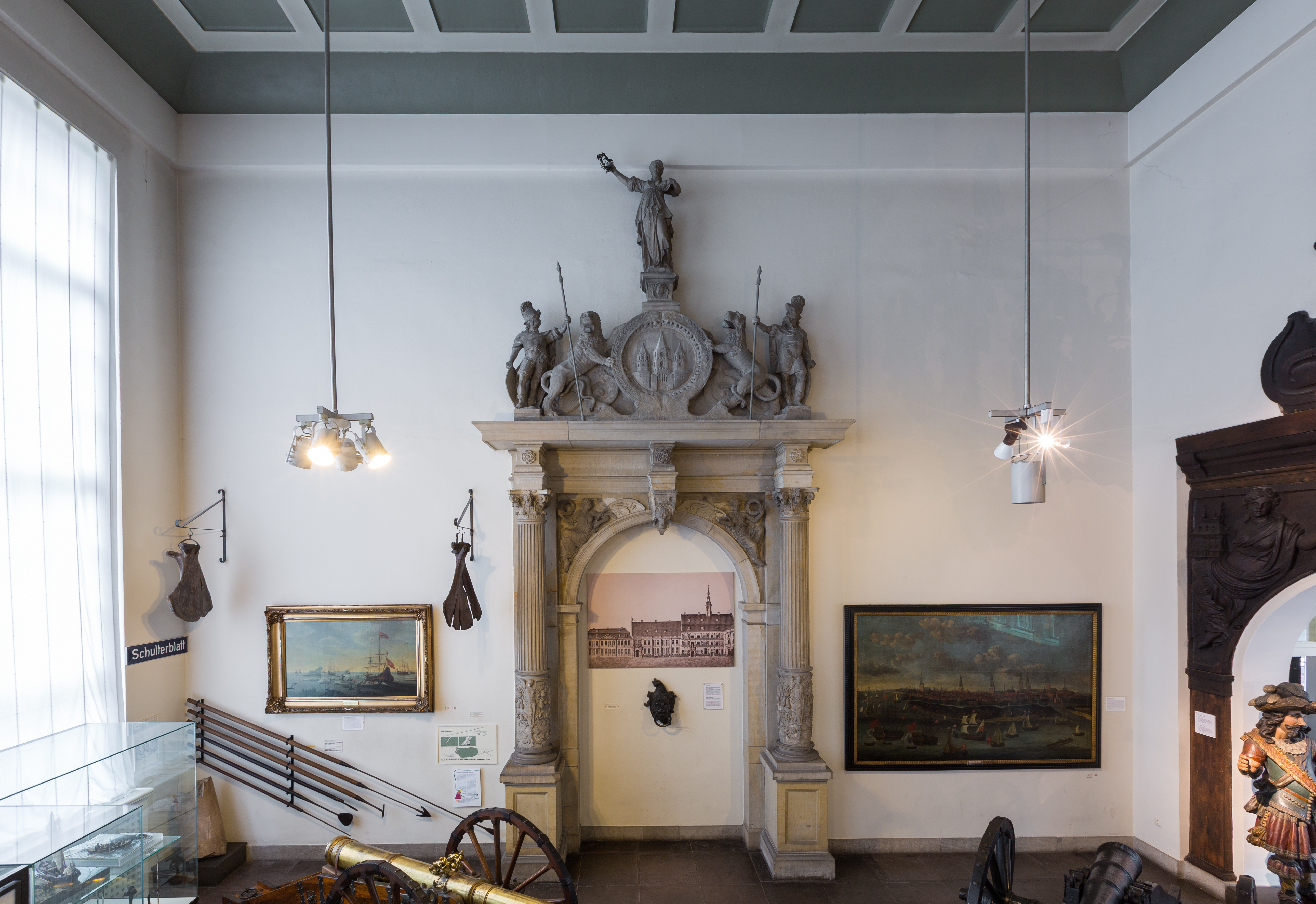
Portal der kleinen Rathaustür im Museum für Hamburgische Geschichte

Das Portal bildete die „kleine“ Rathaustür zum Anbau des Rathauses an der Trostbrücke von 1601. Vom Original sind nur der plastische Schmuck, die Säulen und die Mittelrosette mit dem Stadtwappen erhalten, die sich im Museum für Hamburgische Geschichte befinden.
Das aufwändig gearbeitete Portal verfügt über verschiedene architektonische Elemente. Die zwei seitlichen, kannelierten, korinthischen Säulen fassen den Torbogen und sind die wesentlichen Bestandteile des Portals. In den Zwickeln des Torbogens sind zwei Friedensgenien mit Palmzweigen dargestellt. Der Architrav wird durch eine medaillonartig eingefasste Darstellung des Hamburger Stadtwappens geziert, welches von zwei auf den Hinterbeinen stehenden Löwen gestützt wird. Neben den Löwen steht je eine männliche Figur mit Speer in römischer Tracht. Auf der Spitze des Portals (über dem Wappen) steht die Friedensgöttin, in ihrer erhobenen rechten Hand einen Kranz haltend.

### Portal des Anbaus von 1649
Das Portal befand sich am Anbau des Rathauses von 1649 und führte zur Hamburger Feuerkasse und zur Hamburger Bank, die sich im Erdgeschoss des Anbaus befand. In den Zwickeln des Portals sind zwei Löwen angebracht, die in der Mitte das Hamburger Stadtwappen halten. Von dem Portal ist noch der Bogen im Original erhalten, der rechts an der Fassade im Eingangsbereich des Museums für Hamburgische Geschichte auf rekonstruierten Pilastern angebracht ist. Innerhalb des Bogens befand sich an der Museumsfassade die Normalzeituhr der Hamburger Sternwarte, die sich vor dem Museumsbau an diesem Standort befand.

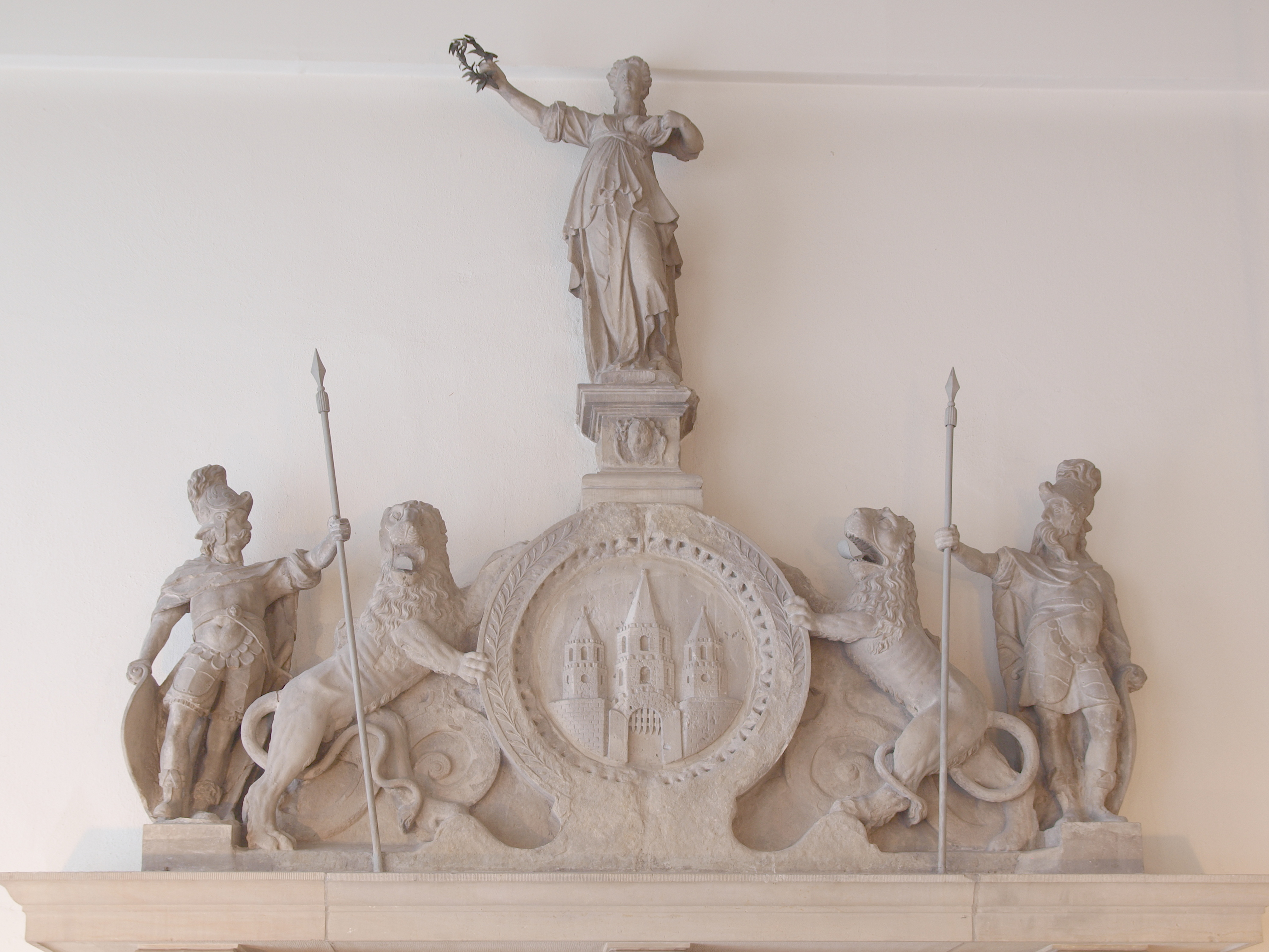
Portalschmuck der kleinen Rathauspforte
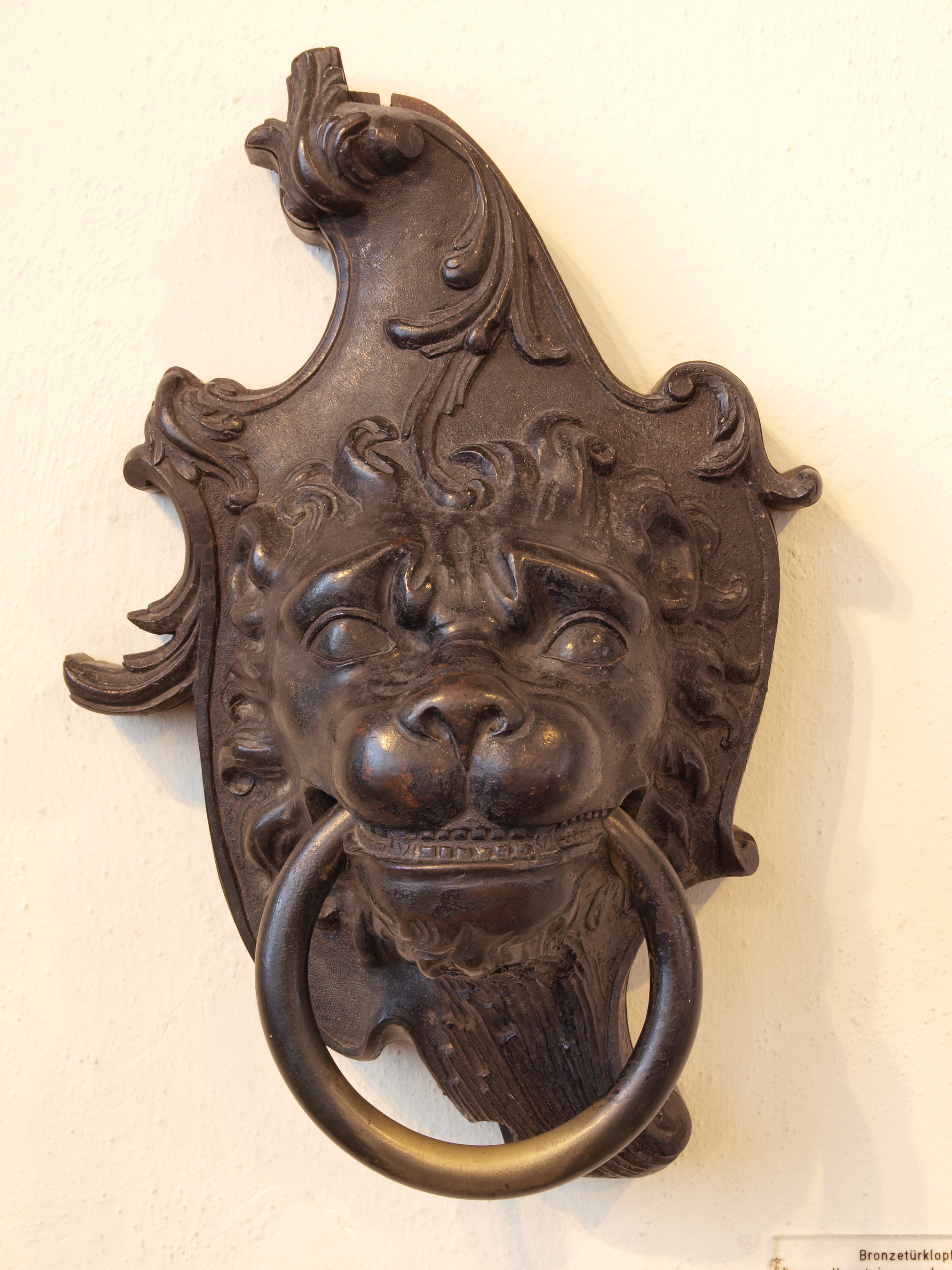
Türklopfer der Hauptpforte
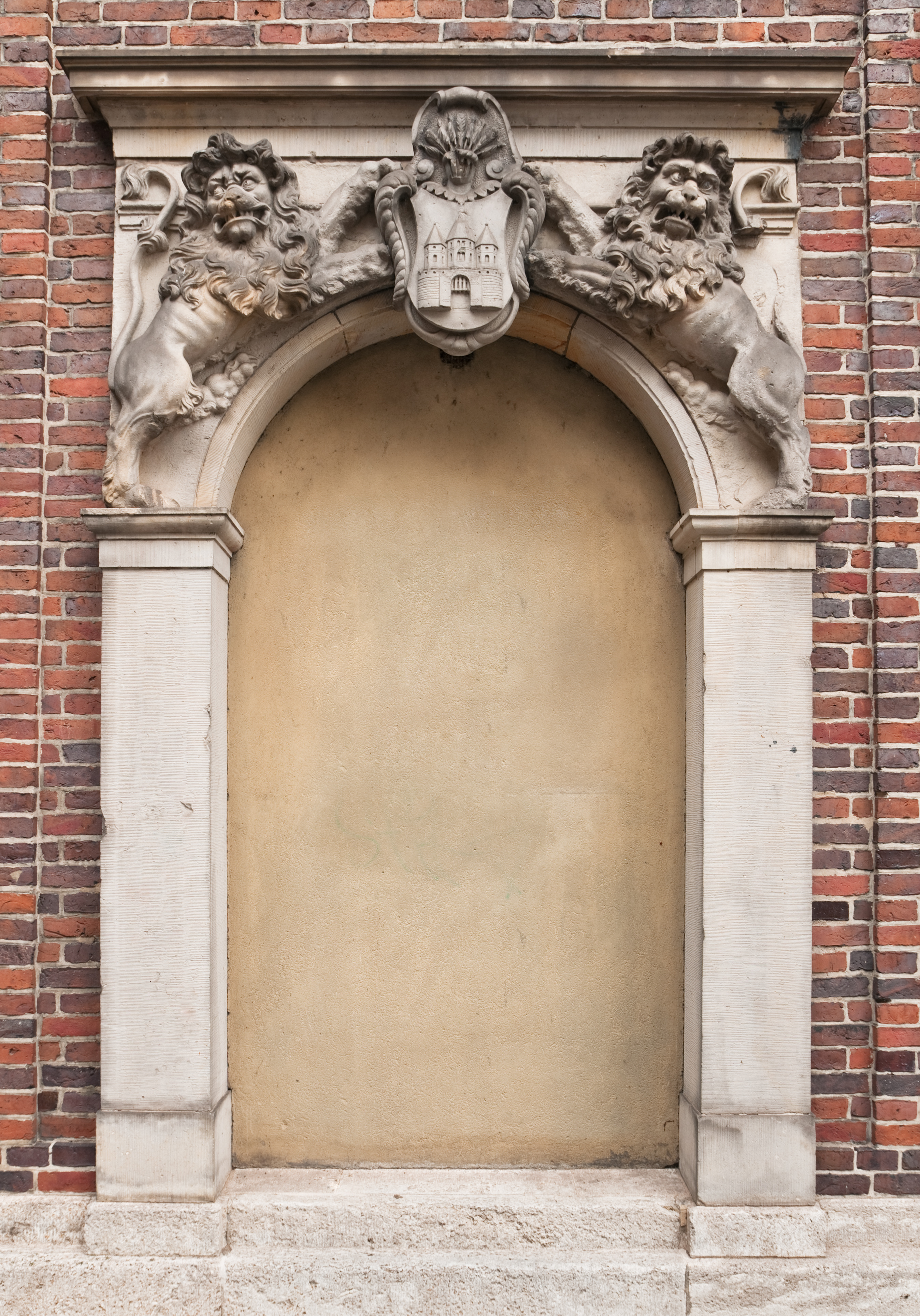
Portal des Anbaues an der Außenfassade des Museums für Hamburgische Geschichte

### Kaiserfiguren

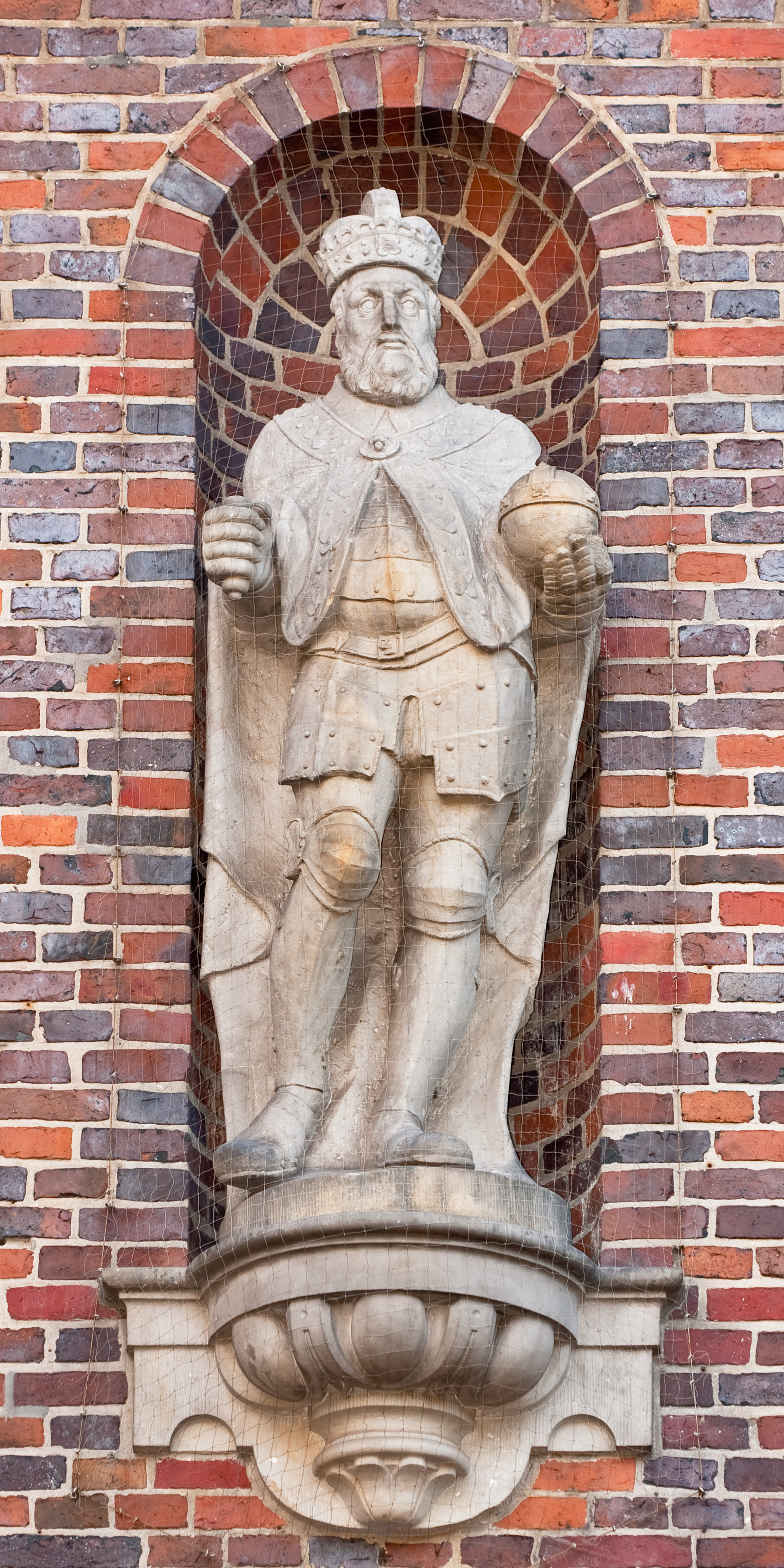
Karl-der-Große-Statue vom Alten Rathaus am Museum für Hamburgische Geschichte

In der ersten Hälfte des 17. Jahrhunderts wurde der mittelalterliche Rathausbau durch zwei Anbauten im Stil der niederländischen Renaissance erweitert. In der Fassade des Anbaus von 1601 und dessen Erweiterung von 1649 waren insgesamt 21 Statuen in Nischen eingelassen, die Kaiser des Heiligen Römischen Reiches darstellten. Die ersten 15 Statuen am Anbau von 1601 zeigten Kaiser, die für die hamburgische Geschichte besonders wichtig waren. Die Figuren an dessen Erweiterung von 1649 stellten jene 6 Kaiser dar, die zuletzt im Heiligen Römischen Reich deutscher Nation geherrscht hatten.
Die Statuen manifestierten den Anspruch Hamburgs auf Reichsunmittelbarkeit, d. h. der direkten Unterstellung unter den Kaiser, und folglich die Zurückweisung aller anderen Ansprüche, die etwa vom dänischen König, als Rechtsnachfolger der ausgestorbenen Schauenburger Grafen, gelten gemacht wurden.
Wann genau die einzelnen Statuen entstanden sind, ist der Literatur nicht eindeutig zu entnehmen. Die meisten Quellen berichten, dass die ersten 15 Statuen mit Errichtung des Anbaus von 1601 angebracht wurden. Gaedechens schreibt jedoch, dass alle Statuen bei einer Vereinheitlichung der Fassade von neuem Rathaus und Rathausanbau 1649 entstanden.
Nachdem das Rathaus an der Trostbrücke 1842 gesprengt worden war, konnten zunächst 20 der 21 Statuen gerettet werden, die in der Folge von Fritz Schumacher in die Nordseite des Museums für Hamburgische Geschichte eingefügt wurden. Durch Bombentreffer während des Zweiten Weltkriegs wurden hiervon 6 Statuen so stark beschädigt, dass sie nicht wieder aufgestellt werden konnten.
Heute sind an der Nordseite des Museums folgende Statuen zu sehen:
In der oberen Reihe von links nach rechts: Karl der Große, Ludwig der Fromme, Heinrich I. und Otto I.
In der unteren Reihe von links nach rechts: Otto II., Konrad II., Lothar von Sachsen, Friedrich Barbarossa, Karl IV., Sigismund, Albrecht II., Friedrich III., Maximilian II. und Karl V.

## Hauptportal
Das Hauptportal erhielt 1772 zwei Skulpturen und ein Wappen geschaffen von dem schwedischen Bildhauer Johann Wilhelm Manstadt.